# Jara Beneš
Jara Beneš, né le 5 juin 1897 à Prague et décédé le 10 avril 1949 à Vienne, est un compositeur tchécoslovaque d'opérettes à succès, de musique de film et de chansons populaires.

## Biographie
Après l'obtention de son abitur Jara Beneš étudie au conservatoire de sa ville natale, Vítězslav Novák, lui-mêle élève d'Antonín Dvořák. Il compose déjà des chansons, des ballets et des opérettes inspirées par son aîné de 23 ans, le compositeur tchèque Oskar Nedbal. Mais c'est Leo Fall qui exerce la plus grande influence sur lui. Beneš commence une carrière comme chef d'orchestre de théâtre à Prague et publie ses premières compositions. Le succès est tel qu'il décide d'abandonner son contrat au théâtre et de vivre comme compositeur indépendant. Après un court séjour à Berlin dans les années 1930, il s'installe à Vienne, où la plupart de ses opérettes seront créées. Son plus grand succès est Auf der grünen Wiese (Titre original : Na tý louce zelenýa, «Sur la verte prairie»), créée le 9 octobre 1936 au Volksoper de Vienne. Il compose aussi un grand nombre de musique pour le jeune film sonore autrichien.
La musique de Beneš est vive et imaginative, inspirée par les danses slaves. Le compositeur décède après une courte maladie à l'âge de 52 ans à Vienne. Il est enterré dans le cimetière d'Hietzing à Vienne (groupe 35, n° 24C). Une rue porte son nom à Vienne, dans le quartier Floridsdorf, la Jara-Benes-Gasse. Ce compositeur et ses œuvres sont aujourd'hui bien oubliés.

## Œuvres principales

### Opérettes (Titres allemands)
- Auf der grünen Wiese
- Gruß und Kuss aus der Wachau
- Die Pariserin
- Der heilige Antonius